# Real Estate Investment Trust
Real Estate Investment Trust (REIT) – typ funduszu inwestycyjnego. Jest to podmiot finansowy, który występuje w charakterze spółek albo funduszy notowanych na GPW, dzięki któremu mniejsi inwestorzy mogą lokować swoje środki w nieruchomości. Według polskiego ustawodawstwa REIT-y w Polsce nazwane zostały Spółkami Rynku Wynajmu Nieruchomości (SRWN). Spółki te zostały zwolnione z podatku CIT i mogą inwestować tylko na rynku nieruchomości komercyjnych. Według projektu ustawy spółka powinna wypłacać 90 proc. zysku w formie dywidendy.
Cechy charakterystyczne:
- ma specjalny status podatkowy (w większości państw, w których działają, są zwolnione z większości podatków firmowych),
- inwestuje w nieruchomości w sposób bezpośredni i pośredni (poprzez nabywanie akcji lub udziałów przedsiębiorstw posiadających w swoim majątku nieruchomości)[3],
- najbardziej rozpowszechniony jest w Stanach Zjednoczonych, gdzie funkcjonuje od 1960 r.

## Historia
Kolebką funduszy inwestycyjnych REIT jest rynek amerykański. To tam w 1893 roku powstał pierwszy fundusz The Boston Personal Property Trust, który może nie był sensu stricto funduszem REIT, ale korzystał z uregulowań prawnych, które zwalniały go z płacenia podatków federalnych, pozwalały na pozyskanie środków na budowę miast, a jednocześnie pozwalały na wypłatę rocznych dywidend. Jednak rozkwit funduszy REIT miał miejsce dopiero w latach sześćdziesiątych XX wieku. W 1960 roku Kongres Stanów Zjednoczonych wprowadził ustawę REIT Act, która regulowała możliwości inwestycyjne na rynku nieruchomości, zwłaszcza w odniesieniu dla mniejszych inwestorów. Fundusz mógł skorzystać z niższych podatków, jeżeli spełniał warunki:
- wypłacał corocznie minimum 90% dochodów w formie dywidendy,
- posiadał minimum 100 udziałowców, z czego nie więcej niż pięciu mogło posiadać nie więcej niż 50% wszystkich udziałów,
- inwestował pasywnie,
- uzyskiwał minimum 75% przychodów z wynajmu nieruchomości lub zysków z jej sprzedaży,
- posiadał nie mniej niż 75% aktywów w nieruchomościach, kredytach hipotecznych, gotówce lub obligacjach skarbowych.

Na skutek funkcjonowania nowych regulacji na rynku amerykańskim zaczęły pojawiać się pierwsze fundusze typu REIT: Bradley Real Estate Investors, Continental Mortgage Investors, First Mortgage Investors, First Union Real Estate (obecnie Winthrop Realty Trust), Pennsylvania REIT oraz Washington REIT. Wiele z nich funkcjonuje do dziś obok 191 funduszy, które są obecnie (2017) w obrocie na New York Stock Exchange.
Kryzys gospodarczy w latach siedemdziesiątych i będąca jego następstwem recesja w latach osiemdziesiątych doprowadziły do spadku wyników inwestycyjnych funduszy REIT. Skutkowało to zmianami w prawodawstwie, które miały wpływ na rosnącą atrakcyjność funduszy REIT wśród inwestorów, co znajdowało odzwierciedlenie w ich zyskowności (wartość kapitalizacji funduszy w ciągu dziesięciu ostatnich lat wzrosła trzykrotnie). Choć spodziewano się, że podobna sytuacja będzie w następstwie kryzysu z lat 2007–2008, jednak i w tym przypadku fundusze REIT przetrwały i po krótkotrwałym załamaniu powróciły na ścieżkę wzrostu.
Amerykański wzorzec REIT był i wciąż pozostaje główną inspiracją rozwoju i kształtowania prawodawstwa w najbardziej rozwiniętych gospodarczo państwach świata. Na rozwój REIT w poszczególnych krajach wpływ miały nie tylko warunki globalne, lecz także uwarunkowania lokalne. Za prekursora na rynku europejskim uważana jest Holandia, która już w 1970 roku przyjęła ustawy, które umożliwiły funkcjonowanie funduszy REIT. W ślad za nią podążyły Belgia (1995), Austria (2003), Francja (2003), Wielka Brytania (2007) i Niemcy (2007). Niestety, brak jest jednolitego prawodawstwa, które umożliwiałoby tworzenie i funkcjonowanie funduszy na całym obszarze Europy, jednak nie ogranicza to możliwości rozwoju tego instrumentu.
Równie silny jak rynek europejski jest rynek azjatycki, choć historia funkcjonowania rynku jest bardzo krótka. Pierwsze fundusze pojawiły się w Singapurze (1999), Japonii (2000), Korei Południowej (2001) i Hongkongu (2003). Obecnie rynek japoński jest trzecim pod względem wielkości rynkiem funduszy REIT na świecie, przy czym jego wartość rynkowa jest ponad dziewięciokrotnie niższa niż rynku amerykańskiego. Rozwojowi rynku funduszy REIT w Azji sprzyja przede wszystkim duży udział krajów azjatyckich w światowym rynku nieruchomości.
Drugim co do wielkości rynkiem jest rynek australijski. Fundusze REIT pojawiły się tam już w 1971 roku. Jest to zatem jeden z najstarszych i najbardziej dojrzałych rynków REIT na świecie. Ponad połowa australijskich nieruchomości klasy inwestycyjnej jest w posiadaniu funduszy REIT, co stanowi najwyższy taki wskaźnik na świecie. W przypadku Australii można zauważyć, że kraj ten praktycznie jest odporny na wstrząsy na rynkach światowych. Z powodu ostatniego kryzysu gospodarka nieco spowolniła, ale na skutek działań stymulacyjnych podjętych przez rząd dość szybko powróciła do dobrej koniunktury.